# NGC 5422
NGC 5422 је лентикуларна галаксија у сазвежђу Велики медвед која се налази на NGC листи објеката дубоког неба.
Деклинација објекта је + 55° 9' 53" а ректасцензија 14h 0m 41,8s. Привидна величина (магнитуда) објекта NGC 5422 износи 12,0 а фотографска магнитуда 12,9. Налази се на удаљености од 30,9000 милиона парсека од Сунца. NGC 5422 је још познат и под ознакама UGC 8935, MCG 9-23-24, CGCG 272-16, PGC 49874.